# Taiati
Taiati (en rus: Таяты) és un poble del krai de Krasnoiarsk, a Rússia, que el 2012 tenia 590 habitants. Pertany al districte de Karatuzski.